# ور پون دو گار
ور پون دو گار (به فرانسوی: Vers-Pont-du-Gard) یک کامین در فرانسه است که در Canton of Remoulins واقع شده است.

## خصوصیات
ور پون دو گار ۱۹٫۱۴ کیلومترمربع مساحت و ۱٬۶۵۳ نفر جمعیت دارد و ۵۲ متر بالاتر از سطح دریا واقع شده است.

## خواهرخوانده
شهرهای Oron، Palézieux و Santa Vittoria d'Alba خواهرخوانده‌های ور پون دو گار هستند.